# Bryan Arguez
Bryan Arguez, né le 13 janvier 1989 à Miami en Floride, est un joueur de soccer américain évoluant au poste de milieu de terrain avec le FC Miami City Champions en PDL.

## Biographie
Il participe à la Coupe du monde de football des moins de 20 ans 2007 où les États-Unis s'inclinent en quart de finale face à l'Autriche après prolongation. Il participe également à la Coupe du monde de football des moins de 20 ans 2009 où les États-Unis sont éliminés dès les phases de groupes. Arguez inscrit d’ailleurs un but face au Cameroun.
Bryan Arguez fait ses débuts professionnels le 2 février 2008 au sein du Hertha Berlin qui évolue en Bundesliga (1re division allemande).
Avec un temps de jeu quasi nul à Berlin, Arguez quitte la capitale allemande en janvier 2010, pour le Portugal et le Grupo Desportivo Estoril-Praia.
Il est recruté par l'Impact de Montréal pour sa première saison MLS en 2012. Ne parvenant à faire sa place dans l'effectif, il est prêté au FC Edmonton en NASL le 10 juillet 2012. À l'issue de la saison, son contrat n'est finalement pas renouvelé avec le club montréalais. Il reprend alors la direction de cette même ligue et signe avec les Stars du Minnesota.